# Metropolia Belo Horizonte
Metropolia Belo Horizonte – metropolia Kościoła rzymskokatolickiego w Brazylii. Składa się z metropolitalnej archidiecezji Belo Horizonte i czterech diecezji. Została erygowana 1 lutego 1924 konstytucją apostolską Ad munus Nobis papieża Piusa XI. Od 2004 godność arcybiskupa metropolity sprawuje abp Walmor Oliveira de Azevedo.
W skład metropolii wchodzą:
- Archidiecezja Belo Horizonte
  - Diecezja Divinópolis
  - Diecezja Luz
  - Diecezja Oliveira
  - Diecezja Sete Lagoas

Prowincja kościelna Belo Horizonte wraz z metropoliami Diamantina, Juiz de Fora, Mariana, Montes Claros, Pouso Alegre, Uberaba i Vitória tworzą region kościelny Wschód II (Regional Leste II), zwany też regionem Minas Gerais e Espírito Santo.

## Metropolici
- Antônio dos Santos Cabral (1924 – 1967)
- João Resende Costa (1967 – 1986)
- Serafim Fernandes de Araújo (1986 – 2004)
- Walmor Oliveira de Azevedo (od 2004)